# Bell X-2
El Bell X-2, apodado Starbuster, fue un avión experimental estadounidense, construido para investigar las características de vuelo a velocidades de Mach 2 a Mach 3.

## Diseño y desarrollo
Proporcionar la estabilidad y control adecuados para las aeronaves a velocidades supersónicas fue una de las mayores dificultades a las que se tuvieron que enfrentar los ingenieros al aproximarse a Mach 3. A esas velocidades, el aparato se encontraría con una "barrera térmica", que causaría efectos graves de sobrecalentamiento debido a la fricción aerodinámica.
El X-2 estaba construido con acero inoxidable y una aleación de cuproníquel, e impulsado con un motor cohete de dos cámaras XLR-25 capaz de suministrar un empuje de entre 11 y 67 kN.
Originalmente designado XS-2-BE, pasó luego a ser el XS-2 y, finalmente, X-2. Internamente en la compañía Bell, era el Model 52.

## Historia operacional
El primer lanzamiento del X-2 se realizó desde un bombardero B-50 modificado, donde el piloto de pruebas Jean Ziegler completó un vuelo sin motor en la base de las Fuerzas Aéreas de Edwards el 27 de junio de 1952. Posteriormente, este avión se perdería en un vuelo en 1953.
El teniente coronel Frank K. Everest realizó el primer vuelo con motor en un segundo avión el 18 de noviembre de 1955. Su noveno y último vuelo en julio del siguiente año alcanzó un nuevo récord de velocidad en Mach 2,87 (3050 km/h). A estas velocidades, Everest informó que los controles de mando eran poco efectivos. Además, los estudios de simulación y en túnel de viento, sugerían que el avión tendría problemas serios de estabilidad al aproximarse a Mach 3.
El 7 de septiembre de 1956, el capitán Iven C. Kincheloe se convirtió en el primer piloto en superar los 100 000 pies de altitud (30 500 m), alcanzando en el X-2 la altura de 38 466 m el 27 de ese mes; el capitán Milburn G. Apt superó la velocidad de Mach 3, llegando a los 3370 km/h (Mach 3,2) a una altitud de 19 960 m. Aunque el vuelo no tuvo fallos al alcanzar la velocidad máxima, poco después Apt intentó realizar una maniobra de giro cuando aún estaba por encima de Mach 3. El X-2 perdió estabilidad y quedó fuera de control, con un problema similar al que tuvo Chuck Yeager en su X-1A tres años antes. Sin embargo, Apt no pudo recuperar el control, y aunque separó la cápsula de escape del avión, no fue capaz de lanzarse desde ella, falleciendo en el impacto contra el suelo.
Aunque el X-2 proporcionó una cantidad importante de datos de investigación sobre aerodinámica de altas velocidades, la muerte de Apt cerró el programa antes de que el NACA comenzara una investigación en detalle, y el vuelo a altas velocidades se pospuso durante tres años hasta la llegada del X-15.

### Vuelos
Los dos aviones realizaron un total de 20 vuelos entre el 27 de junio de 1952 y el 27 de septiembre de 1956.
- 46-674: 7 vuelos sin motor, 10 vuelos propulsados.[4]
- 46-675: 3 vuelos propulsados.

## Operadores
Estados Unidos
- Fuerza Aérea de los Estados Unidos
- NACA

## Especificaciones

### Características generales
- Tripulación: Uno (piloto)
- Longitud: 13,4 m (44 ft)
- Envergadura: 9,8 m (32 ft)
- Altura: 4,1 m (13,5 ft)
- Superficie alar: 24,2 m² (260,5 ft²)
- Perfil alar: 2S-50 bicon
- Peso vacío: 5600 kg (12 342,4 lb)
- Peso cargado: 11 300 kg (24 905,2 lb)
- Peso máximo al despegue: 11 300 kg (24 905,2 lb)
- Planta motriz: 1× cohete Curtiss Wright XLR25-CW-1.
  - Empuje normal: 67 kN (15 000 lbf) de empuje.

### Rendimiento
- Velocidad nunca excedida (Vne): 3370 km/h (2094 MPH; 1820 kt) (Mach 3,196)
- Techo de vuelo: 38 405 m (126 001 ft)

## Aeronaves relacionadas

### Aeronaves similares
- Douglas D-558-2 Skyrocket
- Bell X-1

### Secuencias de designación
- Secuencia Numérica (interna de Bell): ← 48 - 49 - 50 - 52 - 54 - 58 - 59 →
- Secuencia XS-_ (Aviones de pruebas supersónicas/especiales de las USAAF, 1946-1948): XS-1 - XS-2 - XS-3 - XS-4 - XS-5
- Secuencia X-_ (Aviones eXperimentales estadounidenses, 1948-presente): X-1 - X-2 - X-3 - X-4 - X-5 →